# Церковь Михаила Архангела (Уртма)
Михаило-Архангельская церковь — приходской храм Южного благочиния Яранской епархии Русской православной церкви в селе Уртма Яранского района Кировской области.
Объект культурного наследия России, памятник архитектуры.

## История
Приход открыт по указу Святейшего Синода от 12 января 1862 года и образовался из деревень прихода Казанской церкви села Кугушерга. В 1864 году построена деревянная церковь с одним престолом в честь Архангела Михаила, освящена 21 июня 1864 года. Вместо этой церкви в 1906 году построена каменная церковь. По построении каменного храма старая деревянная церковь перевезена во вновь открытое село Тырышкино.
От одного из иереев церкви ведёт происхождение род священников Уртминских, служивших в разных приходах Вятской губернии.

## Архитектура
Престолов в каменной церкви устроено три: главный средний — во имя Михаила Архангела, южный — в честь Сретения Господня, северный — в честь святых апостолов Петра и Павла.